# Station Jerzmanice Lubuskie
Station Jerzmanice Lubuskie is een spoorwegstation in de Poolse plaats Jerzmanice.